# ICC Cricket World Cup Qualifier 2023
Der ICC Cricket World Cup Qualifier 2023 ist das Qualifikationsturnier für den Cricket World Cup 2023, das vom 18. Juni bis zum 9. Juli 2023 in Simbabwe ausgetragen werden soll. Es ist damit zugleich das zwölfte Qualifikationsturnier für eine Cricket-Weltmeisterschaft.

## Teilnehmer

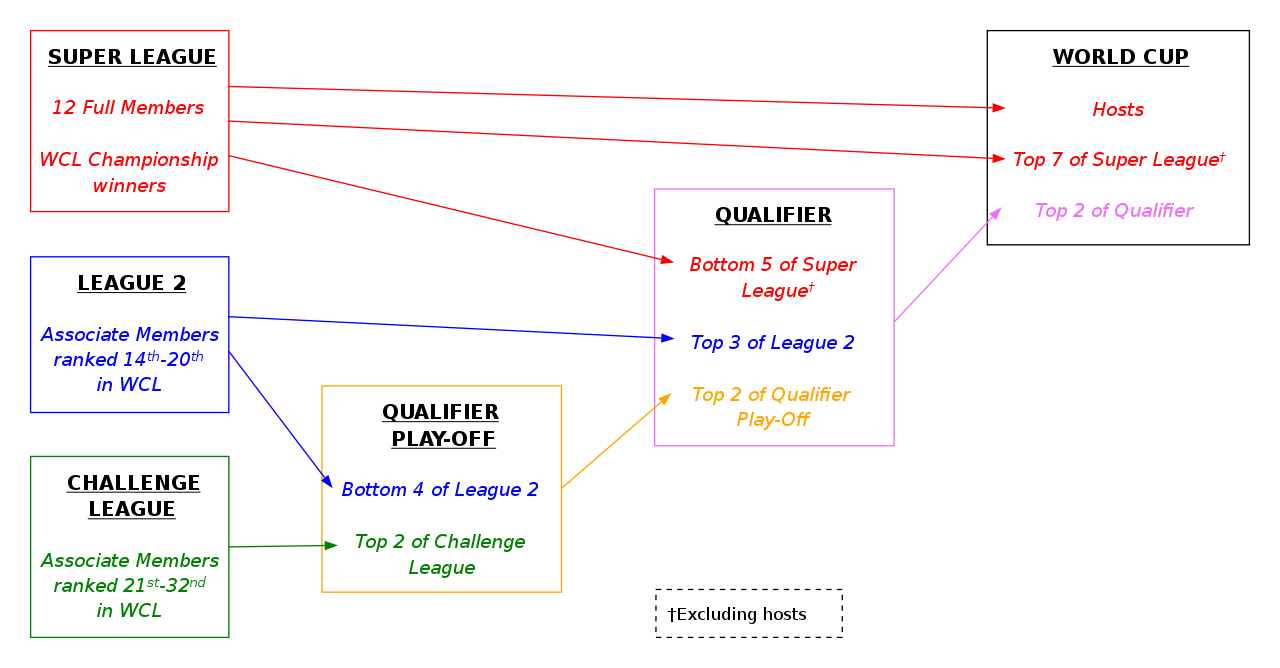
Qualifikationsweg zum ICC Cricket World Cup 2023

An dem Turnier nehmen insgesamt zehn Mannschaften teil. Durch die ICC Cricket World Cup Super League 2020–2023 (CWC Super League 2020–23) qualifizieren sich die folgenden fünf Mannschaften:
| - West Indies (9. CWC Super League 2020–23) - Sri Lanka (10. CWC Super League 2020–23) - Irland (11. CWC Super League 2020–23) | - Simbabwe (12. CWC Super League 2020–23) - Niederlande (13. CWC Super League 2020–23) |

Durch die ICC Cricket World Cup League 2 2019–2023 (CWC League 2 2019–23) qualifizieren sich die folgenden drei Mannschaften:
- Schottland
- Oman
- Nepal

Durch den ICC Cricket World Cup Qualifier Play-off 2023 (CWC Play-Off 2023), bei dem Mannschaften die verbliebenen Mannschaften der CWC League 2 und die beiden besten Mannschaften der ICC Cricket World Cup Challenge League teilnehmen, qualifizieren sich die folgenden zwei Mannschaften:
- Vereinigte Staaten
- Ver. Arab. Emirate

## Kaderlisten
Die West Indies benannten ihren Kader am 12. Mai 2023. Ihnen folgte Schottland am 17. Mai 2023. Sri Lanka benannte seinen Kader am 9. Juni 2023.
| ODI | ODI | ODI | ODI | ODI |
| Irland | Nepal | Niederlande | Oman | Schottland |
| --- | --- | --- | --- | --- |
| - Andrew Balbirnie (K) - Mark Adair - Curtis Campher - Gareth Delany - George Dockrell - Graham Hume - Josh Little - Andy McBrine - Barry McCarthy - PJ Moor - Paul Stirling - Harry Tector - Lorcan Tucker (wk) - Ben White - Craig Young                           | - Rohit Paudel (K) - Dipendra Singh Airee - Kushal Bhurtel - Pratis GC - Gulsan Jha - Sompal Kami - Karan KC - Sandeep Lamichhane - Kishore Mahato - Gyanendra Malla - Kushal Malla - Lalit Rajbanshi - Arjun Saud (wk) - Bhim Sharki - Aarif Sheikh - Aasif Sheikh (wk)                                               | - Scott Edwards (K, wk) - Shariz Ahmad - Wesley Barresi - Noah Croes - Bas de Leede - Aryan Dutt - Clayton Floyd - Vivian Kingma - Ryan Klein - Michael Levitt - Teja Nidamanuru - Max O’Dowd - Logan van Beek - Vikramjit Singh - Saqib Zulfiqar                         | - Zeeshan Maqsood (K) - Aqib Ilyas (VK) - Fayyaz Butt - Sandeep Goud - Kaleemullah - Ayaan Khan - Bilal Khan - Shoaib Khan - Naseem Khushi (wk) - Suraj Kumar (wk) - Mohammad Nadeem - Jay Odedra - Kashyap Prajapati - Rafiullah - Adeel Shafique (wk) - Samay Shrivastava - Jatinder Singh | - Richie Berrington (K) - Matthew Cross (wk) - Alasdair Evans - Chris Greaves - Jack Jarvis - Michael Leask - Tomas Mackintosh - Christopher McBride - Brandon McMullen - George Munsey - Adrian Neill - Safyaan Sharif - Chris Sole - Hamza Tahir - Mark Watt |
| Simbabwe | Sri Lanka | Ver. Arab. Emirate | Vereinigte Staaten | West Indies |
| - Craig Ervine (K) - Ryan Burl - Tendai Chatara - Brad Evans - Joylord Gumbie - Luke Jongwe - Innocent Kaia - Clive Madande - Wesley Madhevere - Tadiwanashe Marumani - Wellington Masakadza - Blessing Muzarabani - Richard Ngarava - Sikandar Raza - Sean Williams | - Dasun Shanaka (K) - Kusal Mendis (VK, wk) - Charith Asalanka - Dushmantha Chameera - Dhananjaya de Silva - Wanindu Hasaranga - Dushan Hemantha - Chamika Karunaratne - Dimuth Karunaratne - Lahiru Kumara - Pathum Nissanka - Matheesha Pathirana - Kasun Rajitha - Sadeera Samarawickrama (wk) - Maheesh Theekshana | - Muhammad Waseem (K) - Vriitya Aravind (wk) - Basil Hameed - Ethan D’Souza - Muhammad Jawadullah - Aayan Afzal Khan - Asif Khan - Zahoor Khan - Karthik Meiyappan - Rohan Mustafa - Ali Naseer - Rameez Shahzad - Junaid Siddique - Aryansh Sharma (wk) - Sanchit Sharma | - Monank Patel (K) - Aaron Jones (VK) - Shayan Jahangir - Nosthush Kenjige - Ali Khan - Sushant Modani - Saiteja Mukkamalla - Saurabh Netravalkar - Abhishek Paradkar - Nisarg Patel - Kyle Phillip - Usman Rafiq - Gajanand Singh - Jessy Singh - Steven Taylor                             | - Shai Hope (K) - Rovman Powell (VK) - Shamarh Brooks - Yannic Cariah - Keacy Carty - Johnson Charles - Roston Chase - Jason Holder - Akeal Hosein - Alzarri Joseph - Brandon King - Kyle Mayers - Keemo Paul - Nicholas Pooran - Romario Shepherd             |

## Vorrunde

### Gruppe A
Tabelle
| Gruppe A           | Sp. | S | N | NR | P | NRR    |
| ------------------ | --- | - | - | -- | - | ------ |
| Simbabwe           | 4   | 4 | 0 | 0  | 8 | +2.241 |
| Niederlande        | 4   | 3 | 1 | 0  | 6 | +0.669 |
| West Indies        | 4   | 2 | 2 | 0  | 4 | +0.525 |
| Nepal              | 4   | 1 | 3 | 0  | 2 | –1.171 |
| Vereinigte Staaten | 4   | 0 | 4 | 0  | 0 | –2.164 |

Spiele
| 18. Juni Scorecard | Harare (HSC) | Nepal 290-8 (50)               | – | Simbabwe 291-2 (44.1) |
|                    |              | Simbabwe gewinnt mit 8 Wickets |   |                       |

Simbabwe gewann den Münzwurf und entschied sich als Feldmannschaft zu beginnen. Als Spieler des Spiels wurde Craig Evans ausgezeichnet.
| 18. Juni Scorecard | Harare (TSC) | West Indies 297 (49.3)          | – | Vereinigte Staaten 258-7 (50) |
|                    |              | West Indies gewinnt mit 39 Runs |   |                               |

Die Vereinigten Staaten gewannen den Münzwurf und entschieden sich als Feldmannschaft zu beginnen. Als Spieler des Spiels wurde Jason Holder ausgezeichnet.
| 20. Juni Scorecard | Harare (HSC) | Niederlande 315-6 (50)         | – | Simbabwe 319-4 (40.5) |
|                    |              | Simbabwe gewinnt mit 6 Wickets |   |                       |

Simbabwe gewann den Münzwurf und entschied sich als Feldmannschaft zu beginnen. Als Spieler des Spiels wurde Sikandar Raza ausgezeichnet.
| 20. Juni Scorecard | Harare (TSC) | Vereinigte Staaten 207 (49) | – | Nepal 211-4 (43) |
|                    |              | Nepal gewinnt mit 6 Wickets |   |                  |

Nepal gewann den Münzwurf und entschied sich als Feldmannschaft zu beginnen. Als Spieler des Spiels wurde Karan KC ausgezeichnet.
| 22. Juni Scorecard | Harare (HSC) | West Indies 339-7 (50)           | – | Nepal 238 (49.4) |
|                    |              | West Indies gewinnt mit 101 Runs |   |                  |

Nepal gewann den Münzwurf und entschied sich als Feldmannschaft zu beginnen. Als Spieler des Spiels wurde Shai Hope ausgezeichnet.
| 22. Juni Scorecard | Harare (TSC) | Vereinigte Staaten 211-8 (50)     | – | Niederlande 214-5 (43.2) |
|                    |              | Niederlande gewinnt mit 5 Wickets |   |                          |

Die Niederlande gewann den Münzwurf und entschied sich als Feldmannschaft zu beginnen. Als Spieler des Spiels wurde Shai Hope ausgezeichnet.
| 24. Juni Scorecard | Harare (HSC) | Simbabwe 268 (49.5)          | – | West Indies 233 (44.4) |
|                    |              | Simbabwe gewinnt mit 35 Runs |   |                        |

Die West Indies gewannen den Münzwurf und entschieden sich als Feldmannschaft zu beginnen. Als Spieler des Spiels wurde Sikandar Raza ausgezeichnet.
| 24. Juni Scorecard | Harare (TSC) | Nepal 167 (44.3)                  | – | Niederlande 168-3 (27.1) |
|                    |              | Niederlande gewinnt mit 7 Wickets |   |                          |

Die Niederlande gewann den Münzwurf und entschied sich als Feldmannschaft zu beginnen. Als Spieler des Spiels wurde Max O’Dowd ausgezeichnet.
| 26. Juni Scorecard | Harare (HSC) | Simbabwe 408-6 (50)           | – | Vereinigte Staaten 104 (25.1) |
|                    |              | Simbabwe gewinnt mit 304 Runs |   |                               |

Die Vereinigten Staaten gewannen den Münzwurf und entschieden sich als Feldmannschaft zu beginnen. Als Spieler des Spiels wurde Sean Williams ausgezeichnet.
| 26. Juni Scorecard | Harare (TSC) | West Indies 374-6 (50) / 8/2 (0.5)               | – | Niederlande 374-9 (50) / 30/0 (1) |
|                    |              | Unentschieden (Niederlande gewann im Super Over) |   |                                   |

Die Niederlande gewann den Münzwurf und entschied sich als Feldmannschaft zu beginnen. Als Spieler des Spiels wurde Logan van Beek ausgezeichnet.

### Gruppe B
Tabelle
| Gruppe A           | Sp. | S | N | NR | P | NRR    |
| ------------------ | --- | - | - | -- | - | ------ |
| Sri Lanka          | 4   | 4 | 0 | 0  | 8 | +3.047 |
| Schottland         | 4   | 3 | 1 | 0  | 6 | +0.540 |
| Oman               | 4   | 2 | 2 | 0  | 4 | –1.221 |
| Irland             | 4   | 1 | 3 | 0  | 2 | –0.061 |
| Ver. Arab. Emirate | 4   | 0 | 4 | 0  | 0 | –2.249 |

Spiele
| 19. Juni Scorecard | Bulawayo (QSC) | Sri Lanka 355-6 (50)           | – | Ver. Arab. Emirate 180 (39) |
|                    |                | Sri Lanka gewinnt mit 175 Runs |   |                             |

Die Vereinigten Arabischen Emirate gewannen den Münzwurf und entschieden sich als Feldmannschaft zu beginnen. Als Spieler des Spiels wurde Wanindu Hasaranga ausgezeichnet.
| 19. Juni Scorecard | Bulawayo (BAC) | Irland 281-7 (50)          | – | Oman 285-5 (48.1) |
|                    |                | Oman gewinnt mit 5 Wickets |   |                   |

Oman gewann den Münzwurf und entschied sich als Feldmannschaft zu beginnen. Als Spieler des Spiels wurde Zeeshan Maqsood ausgezeichnet.
| 21. Juni Scorecard | Bulawayo (QSC) | Irland 286-8 (50)               | – | Schottland 289-9 (50) |
|                    |                | Schottland gewinnt mit 1 Wicket |   |                       |

Schottland gewann den Münzwurf und entschied sich als Feldmannschaft zu beginnen. Als Spieler des Spiels wurde Michael Leask ausgezeichnet.
| 21. Juni Scorecard | Bulawayo (BAC) | Ver. Arab. Emirate 227-8 (50) | – | Oman 228-5 (46) |
|                    |                | Oman gewinnt mit 5 Wickets    |   |                 |

Oman gewann den Münzwurf und entschied sich als Feldmannschaft zu beginnen. Als Spieler des Spiels wurde Shoaib Khan ausgezeichnet.
| 23. Juni Scorecard | Bulawayo (QSC) | Oman 98 (30.2)                   | – | Sri Lanka 100-0 (15) |
|                    |                | Sri Lanka gewinnt mit 10 Wickets |   |                      |

Sri Lanka gewann den Münzwurf und entschied sich als Feldmannschaft zu beginnen. Als Spieler des Spiels wurde Wanindu Hasaranga ausgezeichnet.
| 23. Juni Scorecard | Bulawayo (BAC) | Schottland 282-8 (50)           | – | Ver. Arab. Emirate 171 (35.3) |
|                    |                | Schottland gewinnt mit 111 Runs |   |                               |

Die Vereinigten Arabischen Emirate gewannen den Münzwurf und entschieden sich als Feldmannschaft zu beginnen. Als Spieler des Spiels wurde Richie Berrington ausgezeichnet.
| 25. Juni Scorecard | Bulawayo (QSC) | Sri Lanka 325 (49.5)           | – | Irland 192 (31) |
|                    |                | Sri Lanka gewinnt mit 133 Runs |   |                 |

Irland gewann den Münzwurf und entschied sich als Feldmannschaft zu beginnen. Als Spieler des Spiels wurde Dimuth Karunaratne ausgezeichnet.
| 25. Juni Scorecard | Bulawayo (BAC) | Schottland 320                 | – | Oman 244-9 (50) |
|                    |                | Schottland gewinnt mit 76 Runs |   |                 |

Oman gewann den Münzwurf und entschied sich als Feldmannschaft zu beginnen. Als Spieler des Spiels wurde Brandon McMullen ausgezeichnet.
| 27. Juni Scorecard | Bulawayo (QSC) | Sri Lanka 245 (49.3)          | – | Schottland 163 (29) |
|                    |                | Sri Lanka gewinnt mit 82 Runs |   |                     |

Schottland gewann den Münzwurf und entschied sich als Feldmannschaft zu beginnen. Als Spieler des Spiels wurde Maheesh Theekshana ausgezeichnet.
| 27. Juni Scorecard | Bulawayo (BAC) | Irland 349-4 (50)           | – | Ver. Arab. Emirate 211 (39) |
|                    |                | Irland gewinnt mit 138 Runs |   |                             |

Die Vereinigten Arabischen Emirate gewannen den Münzwurf und entschieden sich als Feldmannschaft zu beginnen. Als Spieler des Spiels wurde Paul Stirling ausgezeichnet.

## Spiele um die Plätze 7 bis 10

### Halbfinale
| 30. Juni Scorecard | Harare (TSC) | Vereinigte Staaten 196 (42.4) | – | Irland 197-4 (34.2) |
|                    |              | Irland gewinnt mit 6 Wickets  |   |                     |

Irland gewann den Münzwurf und entschied sich als Feldmannschaft zu beginnen. Als Spieler des Spiels wurde Craig Young ausgezeichnet.
| 2. Juli Scorecard | Harare (TSC) | Ver. Arab. Emirate 181 (46.5) | – | Nepal 185-7 (43.2) |
|                   |              | Nepal gewinnt mit 3 Wickets   |   |                    |

Nepal gewann den Münzwurf und entschied sich als Feldmannschaft zu beginnen. Als Spieler des Spiels wurde Dipendra Singh Airee ausgezeichnet.

### Spiel um Platz 9
| 6. Juli Scorecard | Harare (TSC) | Ver. Arab. Emirate 308-4 (50) | – | Vereinigte Staaten 307-9 (50) |
|                   |              | UAE gewinnt mit 1 Runs        |   |                               |

Die Vereinigten Arabischen Emirate gewannen den Münzwurf und entschieden sich als Feldmannschaft zu beginnen. Als Spieler des Spiels wurde Asif Khan ausgezeichnet.

### Spiel um Platz 7
| 4. Juli Scorecard | Harare (TSC) | Nepal 268-9 (50)             | – | Irland 269-8 (49.2) |
|                   |              | Irland gewinnt mit 2 Wickets |   |                     |

Irland gewann den Münzwurf und entschied sich als Feldmannschaft zu beginnen. Als Spieler des Spiels wurde Curtis Campher ausgezeichnet.

## Super-Six-Runde
Die beiden besten Mannschaften der Super Six qualifizieren sich für das Finale und den Cricket World Cup.
Tabelle
| Super Six   | Sp. | S | N | NR | P  | NRR    |
| ----------- | --- | - | - | -- | -- | ------ |
| Sri Lanka   | 5   | 5 | 0 | 0  | 10 | +1.600 |
| Niederlande | 5   | 3 | 2 | 0  | 6  | +0.160 |
| Schottland  | 5   | 3 | 2 | 0  | 6  | +0.102 |
| Simbabwe    | 5   | 3 | 2 | 0  | 6  | –0.099 |
| West Indies | 5   | 1 | 4 | 0  | 2  | –0.204 |
| Oman        | 5   | 0 | 5 | 0  | 0  | –1.895 |

Spiele
| 29. Juni Scorecard | Bulawayo (QSC) | Simbabwe 332-7 (50)          | – | Oman 318-9 (50) |
|                    |                | Simbabwe gewinnt mit 14 Runs |   |                 |

Oman gewann den Münzwurf und entschied sich als Feldmannschaft zu beginnen. Als Spieler des Spiels wurde Sean Williams ausgezeichnet.
| 30. Juni Scorecard | Bulawayo (QSC) | Sri Lanka 213 (47.4)          | – | Niederlande 192 (40) |
|                    |                | Sri Lanka gewinnt mit 21 Runs |   |                      |

Sri Lanka gewann den Münzwurf und entschied sich als Schlagmannschaft zu beginnen. Als Spieler des Spiels wurde Dhananjaya de Silva ausgezeichnet.
| 1. Juli Scorecard | Harare (HSC) | West Indies 181 (43.5)           | – | Schottland 185-3 (43.3) |
|                   |              | Schottland gewinnt mit 7 Wickets |   |                         |

Schottland gewann den Münzwurf und entschied sich als Feldmannschaft zu beginnen. Als Spieler des Spiels wurde Brandon McMullen ausgezeichnet.
| 2. Juli Scorecard | Bulawayo (QSC) | Simbabwe 165 (32.2)             | – | Sri Lanka 169-1 (33.1) |
|                   |                | Sri Lanka gewinnt mit 9 Wickets |   |                        |

Sri Lanka gewann den Münzwurf und entschied sich als Feldmannschaft zu beginnen. Als Spieler des Spiels wurde Maheesh Theekshana ausgezeichnet.
| 3. Juli Scorecard | Harare (HSC) | Niederlande 362-7 (48/48)                    | – | Oman 246-6 (44/44) |
|                   |              | Niederlande gewinnt mit 74 Runs (D/L method) |   |                    |

Oman gewann den Münzwurf und entschied sich als Feldmannschaft zu beginnen. Als Spieler des Spiels wurde Vikramjit Singh ausgezeichnet.
| 4. Juli Scorecard | Bulawayo (QSC) | Schottland 234-8 (50)          | – | Simbabwe 203 (41.1) |
|                   |                | Schottland gewinnt mit 31 Runs |   |                     |

Simbabwe gewann den Münzwurf und entschied sich als Feldmannschaft zu beginnen. Als Spieler des Spiels wurde Chris Sole ausgezeichnet.
| 5. Juli Scorecard | Harare (HSC) | Oman 221-9 (50)                   | – | West Indies 222-3 (39.4) |
|                   |              | West Indies gewinnt mit 7 Wickets |   |                          |

Die West Indies gewannen den Münzwurf und entschieden sich als Feldmannschaft zu beginnen. Als Spieler des Spiels wurde Brandon King ausgezeichnet.
| 6. Juli Scorecard | Bulawayo (QSC) | Schottland 277-9 (50)             | – | Niederlande 278-6 (42.5) |
|                   |                | Niederlande gewinnt mit 4 Wickets |   |                          |

Die Niederlande gewann den Münzwurf und entschied sich als Feldmannschaft zu beginnen. Als Spieler des Spiels wurde Bas de Leede ausgezeichnet.
| 7. Juli Scorecard | Harare (HSC) | West Indies 243 (48.1)          | – | Sri Lanka 244-2 (44.2) |
|                   |              | Sri Lanka gewinnt mit 8 Wickets |   |                        |

Sri Lanka gewann den Münzwurf und entschied sich als Feldmannschaft zu beginnen. Als Spieler des Spiels wurde Maheesh Theekshana ausgezeichnet.

## Finale
| 9. Juli Scorecard | Harare (HSC) | Sri Lanka 233 (50)             | – | Niederlande 105 (23.3) |
|                   |              | Sri Lanka gewinnt mit 128 Runs |   |                        |

Niederlande gewann den Münzwurf und entschied sich als Feldmannschaft zu beginnen. Als Spieler des Spiels wurde Dilshan Madushanka ausgezeichnet.